# Halichaetonotus bataceus
Halichaetonotus bataceus är en djurart som tillhör fylumet bukhårsdjur, och som beskrevs av Evans 1992. Halichaetonotus bataceus ingår i släktet Halichaetonotus och familjen Chaetonotidae. Inga underarter finns listade i Catalogue of Life.